# MFM FC
Der MFM Football Club, mit vollständigem Namen Mountain of Fire and Miracles Football Club, ist ein 2007 gegründeter nigerianischer Fußballverein aus Lagos, der aktuell in der ersten Liga, der Nigeria Professional Football League, spielt.
Der Verein ist auch unter dem Nickname Olukoya Boys bekannt.

## Erfolge
- Nigeria Football League

Vizemeister: 2017  ▲

## Stadion
Der Verein trägt seine Heimspiele im Agege Stadium in Lagos aus. Das Stadion hat ein Fassungsvermögen von 4000 Personen.
Koordinaten: 6° 38′ 33″ N, 3° 19′ 28″ O

## Saisonplatzierung
| Saison  | Liga                                 | Level | Platz      | Nigerian FA Cup | Nigeria Super Cup | Nigeria Super Four |
| ------- | ------------------------------------ | ----- | ---------- | --------------- | ----------------- | ------------------ |
| 2016    | Nigeria Football League              | 2     | 16.        |                 |                   |                    |
| 2017    | Nigeria Football League              | 2     | 2. ▲       |                 |                   |                    |
| 2018    | Nigeria Professional Football League | 1     | 11.        |                 |                   |                    |
| 2019    | Nigeria Professional Football League | 1     | 4. (Gr. A) |                 |                   |                    |
| 2019/20 | Nigeria Professional Football League | 1     | 15.        |                 |                   |                    |

1. ↑  Die Saison wurde nach dem 25. Spieltag abgebrochen.

## Trainerchronik
| Trainer           | Nation  | von             | bis       |
| ----------------- | ------- | --------------- | --------- |
| Fidelis Ilechukwu | Nigeria | 1. Juli 2017    | unbekannt |
| Tony Bolus        | Nigeria | 15. August 2019 | heute     |